# Massimo Gatti
Massimo Gatti (Roma, 19 novembre 1943 – Milano, 13 novembre 2015) è stato un fotografo e imprenditore svizzero.

## Biografia
Massimo Gatti, cittadino svizzero residente a Londra, svolge la professione di imprenditore e merchant banker, operando per molti anni negli Stati Uniti d'America. Dal 2000 si dedica alla fotografia. Pubblica 5 libri di foto con Electa editore e l'ultimo con Skira su Eleonora Abbagnato, prima ballerina dell'Opéra de Paris. Il 17 febbraio 2013 viene inaugurata a Los Angeles la sua mostra Etoile, che ritrae sempre la Abbagnato. Nel mese di febbraio 2015 espone sue foto del lavoro Witness of Silence all'Università commerciale Luigi Bocconi di Milano, due opere restano in permanenza nella collezione d'arte della Bocconi. Nello stesso anno espone con la Galleria Glauco Cavaciuti di Milano al MIA Photo Fair con il progetto Shapes of Gray. 
Si suicidò con un colpo di pistola nella sua casa a Milano il 13 novembre 2015, sei giorni prima del suo 72º compleanno.